# جنا جارکنسون
جنا جارکنسون (به انگلیسی: Janel Jorgensen) (زادهٔ ۱۸ مهٔ ۱۹۷۱) شناگر اهل ایالات متحده آمریکا است.